# Pont Alfred-Plourde
Le pont Alfred-Plourde est un pont routier situé au Bas-Saint-Laurent qui relie les deux rives de la rivière Ouelle dans la municipalité de Rivière-Ouelle. 

## Description
Le pont est emprunté par la route 132. Il comporte deux voies de circulation soit une voie dans chaque direction. Environ 1 580 véhicules empruntent le pont quotidiennement.

## Toponymie
Le nom du pont rappelle Alfred Plourde (1904-1965) qui fut député entre 1948 et 1962.
|  |